# Проститутки (фильм, 1998)
«Проститутки» (польск.: Prostytutki) — польский фильм 1998 года режиссёра Эугениуша Привезенцева, единственный его фильм в качестве режиссёра, снят по его же сценарию.

## Сюжет
20-летнюю Улу, мать-одиночку, жизнь толкает на путь проституции. Через знакомую она устраивается в бордель и хотя поначалу «карьера» развивается успешно, постепенно скатывается на самое дно. Единственный, кто пытается ей помочь — таксист, влюблённый в неё «маленький человек».

## В ролях
В главных ролях:
- Зузанна Палюх — Уля
- Катажина Фигура — Гразя
- Агнешка Фиткау — Лида
- Мариуш Санитерник — «маленький человек», таксист

В остальных ролях:
- Иоанна Ендрыка — мать Ули
- Анджей Грабовский — отец Ули
- Дорота Хотецкая — Таня
- Магдалена Ордык — Янина
- Гражина Вольщак — хозяйка квартиры
- Владислав Комар — «Шогун», охранник в «Гейше»
- Томаш Бялковский — хозяин «Гейши»
- Ян Янковский — «Царь Икры»
- Пётр Скарга — «Король Икры»
- Катажина Лукашиньская — Мириам
- Малгожата Бинек — Мод, сестра Мириам
- Пётр Шведес — Эрик, бывший муж Ули
- Войцех Калярус — Фатен
- Мартин Будны — Марио
- Ежи Гудейко — ксёндз
- Иоахим Лямжа — комиссар
- Павел Бурчик — полицейский
- Мечислав Хрыневич — убийца Янины
- Тадеуш Боровский — таксист
- Яцек Брацяк — таксист
- Рышард Яблоньский — клиент Ули
- Гржегорц Скурский — клиент Мод

## Награды
- Кошалинский кинофестиваль дебютов «Молодёжь и кино» — приз «Лучшая актриса» Зузанне Палюх.